# Los Guájares
Los Guájares er en kommune i det sydøstlige Spanien i provinsen Granada. Den har et indbyggertal på 1.125 (2024) indbyggere.